# Andy Timo
Pour les articles homonymes, voir Timo.

a Compétitions nationales et continentales officielles uniquement.

b Matchs officiels uniquement.
Dernière mise à jour le 4 mars 2024.
Andy Timo, né le 28 mai 2004 à Massy (Essonne), est un joueur français de rugby à XV jouant aux postes de troisième ligne aile ou troisième ligne centre au Stade français en Top 14.
Il est également international français en rugby à sept, jouant principalement au poste de pilier. Il est notamment médaillé d'or dans la discipline durant les Jeux olympiques 2024. 

## Biographie

### Jeunesse et formation
Andy Timo a grandi à Massy, en Île-de-France, dans une famille avec des origines martiniquaises. Durant sa jeunesse, il fait tout d'abord du judo et du football mais ne se plaît pas dans ces sports. Par la suite, il commence le rugby à XV à l'école, puis il rejoint ensuite le RC Massy.

### Carrière en club
Avec son club formateur, il fait ses débuts sénior en Pro D2 lors de la saison 2022-2023,. Il prend part à huit rencontres pour sa première saison professionnelle.
Durant l'été 2023, il rejoint le Stade français Paris en Top 14,. Il joue son premier match avec son nouveau club le 13 janvier 2024, lors d'un match de Champions Cup contre le Leinster,. La semaine suivante, il est titularisé pour la première fois, dans la même compétition, contre les Stormers. Lors de ce match, il inscrit son premier essai au bout de seulement une minute de jeu mais son club s'incline 20 à 24.

### Carrière internationale
En juin 2023, Andy Timo est sélectionné avec l'équipe de France des moins de 20 ans pour le Championnat du monde junior. Il prend part à toutes les rencontres de la compétition à l'exception de la finale pour des raisons tactiques,, les Bleuets remportent alors leur troisième titre mondial d'affilée.
En février 2023, il est sélectionné pour la première fois avec l'équipe de France à sept dans le cadre du Tournoi des États-Unis.
Début mars 2024, il remporte le Tournoi des États-Unis avec ses coéquipiers, le premier de l'équipe de France à sept depuis 2005. À l'issue de la compétition, il est nommé dans l'équipe type du tournoi.
Plus tard dans l'année, il est médaillé d'or avec l'équipe de France de rugby à sept aux Jeux olympiques de Paris, en battant les tenants du titre fidjiens en finale. Il s'agit de la première médaille d'or de la France des Jeux de Paris 2024.

## Palmarès

### En équipe nationale de rugby à XV
- France -20
  - Vainqueur du Championnat du monde junior en 2023

### En équipe nationale de rugby à sept
- France à sept
  -  Troisième du Tournoi de Vancouver en 2024
  -  Vainqueur du Tournoi de Los Angeles en 2024[17],[18]
  -  Vainqueur de la série mondiale en 2023-2024 (Tournoi de Madrid) :
  -  Champion olympique en 2024

## Décorations
Chevalier de la Légion d'honneur (décret du 23 septembre 2024)